# Élie de Saint Clément
Élie de Saint Clément (1901 - 1927), dans le monde Teodora Fracasso, est une religieuse carmélite italienne née et décédée à Bari. Très pieuse dès l'enfance, elle souhaite rentrer dans les ordres très jeune mais hésite plusieurs années ne sachant vers quelle congrégation elle se sent appelée. Adolescente, elle se tourne vers le Tiers-Ordre dominicain, mais finalement entre au Carmel. Elle effectue des travaux de broderie et mène une vie discrète. Elle succombe d'une méningite le 25 décembre 1927.
Elle est béatifiée en 2006. Sa fête liturgique est célébrée le 29 mai.

## Biographie

### Enfance
Teodora Fracasso est la troisième enfant de Giuseppe Fracasso et de Pascua Cianci. Elle est née à Bari le 17 janvier 1901, et baptisée quatre jours après sa naissance.
Elle est confirmée en 1903 par l'archevêque du diocèse, Giulo Vaccari ; elle fait sa première communion le 8 mai 1911.
La famille compte neuf enfants, dont quatre décèdent en bas âge. Les frères et sœurs sont Prudence et Anna (ses ainées), Domenica et Nicolas (ses cadets). Son père est maître peintre et décorateur de bâtiments, sa mère s’occupe du foyer familial. Les deux parents jouissent d’une réputation de bons chrétiens. La famille qui habite sur la place Saint-Marc, déménage en 1905 dans la rue Piccinni pour s'installer dans une maison avec jardin attenant.
Teodora poursuit ses études jusqu’à la troisième classe élémentaire au jardin d’enfants des sœurs Stimmantine.
Après ses études, elle fréquente un atelier de couture et de broderie dans l'institut des religieuses.

### Son cheminement spirituel
La jeune Teodora devient membre de l'Association de la bienheureuse Imelda Lambertini. Plus tard elle intègrera la Milice Angélique de Saint Thomas d’Aquin.
En plus de ces dévotions, elle réunit régulièrement ses amies dans sa petite chambre pour prier et méditer ensemble (en particulier le chapelet), lire l’Évangile, les Maximes Éternelles, L'Imitation de Jésus-Christ, la vie des saints et particulièrement l’autobiographie de Sainte Thérèse de l’Enfant-Jésus : Histoire d'une âme,.
Une des enseignantes (sœur Angelina Nardi) remarque le bon comportement de la jeune Teodora, ainsi sa bonne influence sur ses compagnes.
Si Teodora pressent un appel à une vocation religieuse, son orientation reste encore indéfinie pour elle. Sur les conseils de son directeur spirituel, le Père Pietro Fiorillo, elle se tourne vers le Tiers-Ordre dominicain. Elle y est admise comme novice le 20 avril 1914 sous le nom d’Agnès. Le 14 mai 1915 elle fait sa profession (avec une dispense spéciale du fait de son jeune âge).
Durant les années la première Guerre mondiale, Teodora développe une activité caritative et apostolique dans son entourage : dans l'atelier dirigé par son père elle assiste les ouvriers lorsqu'ils sont malades, elle confectionne des petits présents pour les nouveau-nés, donne des leçons de catéchisme aux enfants des ouvriers.
Vers la fin de l'année 1917, le père jésuite Sergio Di Goia devient son nouveau confesseur. Un an plus tard, ce père l’oriente, ainsi que son amie Claire Bellemoune, vers le Carmel Saint Joseph situé à Bari, dans la rue De Rossi. Les deux jeunes filles vont y faire une première visite en décembre 1918.
En 1919, Teodora fait une longue et intense préparation spirituelle en vue de son entrée au couvent.

### Le Carmel
Teodora entre au couvent le 8 avril 1920. Sa prise d'habit se déroule le 24 novembre 1920, elle prend le nom de sœur Élie de Saint Clément (en italien : Elia di san Clemente).
Ses premiers vœux sont prononcés le 4 décembre 1921, elle prononce ses vœux solennels le 11 février 1925.
En 1922, le Procureur Général de l’Ordre des Carmes Déchaux (le père Elie de Saint Ambroise) effectue une visite du couvent et rencontre la jeune novice. À la suite de leur rencontre, ils établissent une importante correspondance qui soutiendra la carmélite lors des différentes épreuves.
Très vite, la jeune carmélite rencontre de nombreuses difficultés. Le plus difficile débute au printemps 1923 lorsque la mère prière Angelica Lamberti la nomme formatrice au métier à tisser dans le pensionnat pour jeunes filles attenant au Carmel. La directrice du pensionnat, sœur Colombe du Saint-Sacrement, pourvue d’un caractère autoritaire et sévère ne voit pas d’un bon œil l'attitude de sœur Élie, pleine de bonté et de gentillesse, envers ses élèves. La directrice renvoie sœur Élie après seulement deux années de travail (certaines biographies indiquent que le motif de son renvoi fut la jalousie de sa supérieure).
Sœur Élie reste donc dans son couvent et passe une grande partie de la journée dans sa cellule, réalisant les travaux de couture qu’on lui confie. Malgré cet incident, la Mère Prieure du couvent continue de lui vouer une grande estime. En 1927, elle est nommée sacristine du couvent.
En janvier 1927, la bienheureuse Élie est touchée par une forte grippe qui la laisse très affaiblie. À partir de cette date, la sœur Élie commence à souffrir de fréquents maux de tête dont elle ne se plaint pas et qu’elle supporte sans prendre de médicament.

### Maladie et décès
Le 21 décembre 1927, quelques jours avant Noël, sœur Élie commence à souffrir d’une forte fièvre ainsi que d’autres symptômes.
On pense qu’il s’agit de malaises ordinaires; mais sa condition de santé se fait chaque jour plus préoccupante.
Le 24 décembre, elle reçoit la visite du médecin qui bien qu'ayant diagnostiqué une possible encéphalite ou méningite, ne considère pas la situation clinique comme étant particulièrement grave. C’est pourquoi ce n'est que la matinée suivante que deux médecins sont appelés pour une contre expertise. Ceux-ci constatent une situation médicale irréversible.
Sœur Elie de Saint Clément s’éteint à midi le 25 décembre 1927, comme elle l'avait annoncée quelque temps avant : « Je mourrai un jour de fête. ».
Ses funérailles sont célébrées le jour suivant par Augusto Curi (it), archevêque de Bari. Une foule importante de gens vient visiter la dépouille mortelle de la carmélite, et assistent à ses funérailles,.

### Béatification et fête
Sa béatification est prononcée par l'évêque de Bari, Francesco Cacucci (it) (avec l'accord du pape Benoît XVI) le 18 mars 2006 à dans la cathédrale de Bari. Elle est la première habitante de la ville de Bari à être béatifiée.
Étant décédée le 25 décembre, jour de la solennité de la Nativité, sa fête a été déplacée dans le calendrier liturgique, et sa mémoire est célébrée le 29 mai.

## Spiritualité
Sa grande proximité spirituelle avec Thérèse de Lisieux, et les similitudes de vies (toutes deux entrent au carmel très jeunes, et y meurent après quelques années), l'ont fait surnommée "la petite Thérèse d'Italie",.
Sa grande dévotion pour l'Eucharistie débute dès son enfance et se poursuit toute sa vie : lors de ses dernières années elle compose des poésies pour l'Époux présent dans l'Eucharistie. À sa famille et amis, elle indique le bonheur dont elle jouit lorsqu'elle cherche à plaire à son Aimé : « Le Bon Dieu est pour moi une tendre mère ».

## Citations
- « Seule aux pieds de mon Seigneur crucifié, je le regardai longuement et en ce regard, je vis qu’il était toute ma vie ».

- « Lorsque Jésus-Hostie descend dans mon cœur, je revois en lui mon cher Papa, et quelquefois aussi pendant mon sommeil, je vois en songe ma chère maman bien-aimée qui, me serrant sur son cœur, me couvre de baisers. J'entends encore résonner dans mes oreilles ta très douce voix »[7].

- « Je compris que pour conduire les âmes à Dieu, il n'était pas nécessaire d'accomplir de grandes œuvres, c'était l'immolation de toute ma personne que me demandait le bon Jésus »[9].